# Воздушная гонка Лондон — Манчестер (1910)

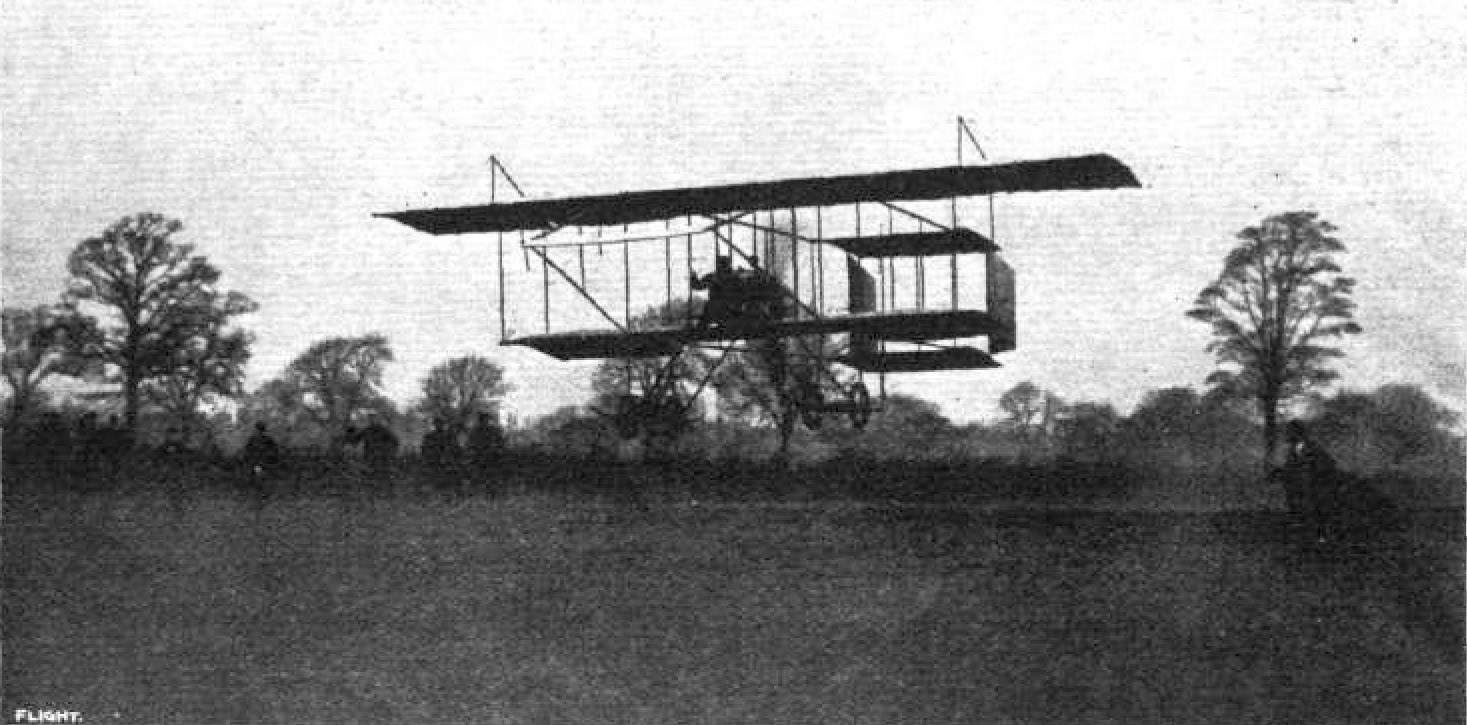
Приземление Полана в 1910 году.

Воздушная гонка Лондон-Манчестер 1910 года — состязание между двумя авиаторами, каждый из которых стремился выиграть воздушную гонку на летательных аппаратах тяжелее воздуха между Лондоном и Манчестером, первое состязание такого рода, организованное газетой Daily Mail в 1906 году. Награда в 10 000 фунтов в апреле 1910 года была выиграна французом Луи Поланом.
Первым предпринял попытку Клод Грэхем-Уайт, англичанин из Гэмпшира. Он вылетел из Лондона 23 апреля 1910 года и совершил первую плановую остановку в Регби. Его биплан впоследствии пострадал из-за проблем с двигателем, вынудив его приземлиться снова, рядом с Личфилдом. Сильные ветры сделали для Грэхема-Уайта невозможным продолжить его путешествие, а его самолёту был причинён серьёзный ущерб, когда из-за ветров он упал на землю.
В то время как самолёт Грэхема-Уайта ремонтировали в Лондоне, в ночь на 27 апреля на самолёте вылетел Полан, направившись к Личфилду. Через несколько часов Грэхему-Уайту стало известно о вылете Полана, и он сразу же пустился за ним в погоню. На следующее утро, после беспрецедентного взлёта в ночное время, он почти догнал Полана, но его самолёт был тяжелее, и в итоге он был вынужден признать своё поражение. Полан достиг Манчестера ранним утром 28 апреля, выиграв гонку. Оба авиатора праздновали победу на специальном обеде, состоявшемся в отеле Savoy в Лондоне в их честь.
Это событие ознаменовало собой первую междугородную самолётную гонку в Англии, первый взлёт летательного аппарата тяжелее воздуха ночью и первый управляемый полёт в Манчестер из-за пределов города. Полан вновь пролетел по этому маршруту в апреле 1950 года, в сороковую годовщину первого полёта, на этот раз в качестве пассажира на борту британского истребителя.